# Thomas Shotter Boys
Pour les articles homonymes, voir Boys.
Thomas Shotter Boys (Pentonville, 2 janvier 1803 - Londres, 10 octobre 1874) est un aquarelliste, graveur et lithographe britannique.

## Biographie
Thomas Shotter Boys fait son apprentissage à Londres chez le graveur George Cooke. Il vient ensuite à Paris où il rencontre Richard Parkes Bonington, qui le persuade de délaisser la gravure pour la peinture.
Il expose à la Royal Academy of Arts de Londres pour la première fois en 1824, et à Paris, au Salon, en 1827. En 1830, il va à Bruxelles, puis retourne en Angleterre. Il séjourne de nouveau à Paris jusqu'en 1837 — où il expose des estampes au Salon en 1835 et publie chez Delpech un album —, puis retourne en Angleterre pour lithographier les œuvres de David Roberts et Clarkson Stanfield.
Inscrit dans l'imagerie romantique, son album le plus célèbre est Picturesque Architecture in Paris, contenant vingt-huit planches lithographiées imprimées pour la première fois directement en couleurs sur les presses de Charles Joseph Hullmandel à Londres en 1839, grâce au procédé « lithotint » inventé par James Duffield Harding, qui exclut toute forme de retouche au pinceau, mais passe par l'utilisation d'une brosse trempée dans l'encre qui vient éclabousser la pierre aux endroits sélectionnés.
Il collabore à L'Univers pittoresque (Firmin Didot, Paris, 1835-1863) en fournissant des gravures sur acier.

## Publications

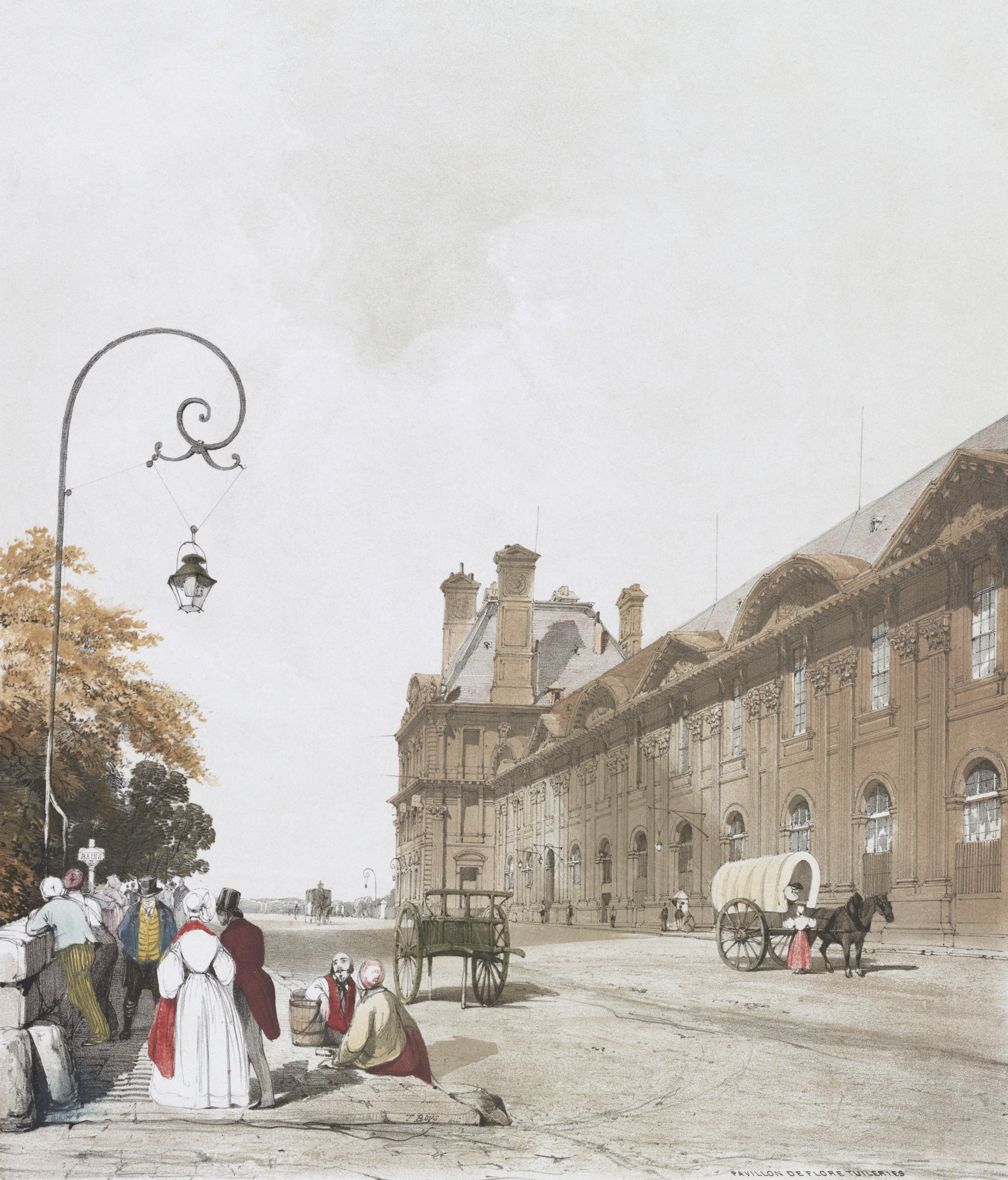
Pavillon de Flore, Tuileries (1839), impression lithographique en couleurs par lithotinte.

- (en) Picturesque architecture in Paris, Ghent, Antwerp, Rouen, etc., Londres, 1839
- (en) Original views of London as it is, Londres, 1842